# Ladário
Ladário è un comune del Brasile nello Stato del Mato Grosso do Sul, parte della mesoregione del Pantanais Sul-Mato-Grossenses e della microregione del Baixo Pantanal.
È uno dei quattro comuni enclave del Brasile, totalmente inglobato in quello di Corumbá. Gli altri tre sono: Arroio do Padre, Águas de São Pedro e Portelândia.